# Samo jedna reč
Samo jedna reč je treća singl-ploča pevačice Merime Njegomir. Objavljena je 25. maja 1979. godine u izdanju PGP RTB. Sa pesmom Samo jedna reč, Merima je učestvovala na festivalu Hit parada 1979. godine.

## Pesme
| Strana | Pesma                 | Muzika                | Tekst                 | Aranžman        |
| ------ | --------------------- | --------------------- | --------------------- | --------------- |
| А      | Samo jedna reč        | Milutin Popović Zahar | Milutin Popović Zahar | Dragan Knežević |
| Б      | Zagrli me na rastanku | Milutin Popović Zahar | Milutin Popović Zahar | Dragan Knežević |

## Spoljašnje veze
- Informacije na discogs.com